# Partei der guten Deutschen
Die Partei der guten Deutschen (Kurzbezeichnung: PdgD) war eine rechtsextreme deutsche Kleinpartei. 

## Geschichte
Die Partei wurde am 7. Juni 1953 von August Unger in Plaidt gegründet. Unger war seit Anfang 1933 Mitglied der Nationalsozialistischen Deutschen Arbeiterpartei und ab März 1933 Bürgermeister von Plaidt gewesen. Die Partei distanzierte sich vom Nationalsozialismus, vertrat aber nationalistische Positionen und das Führerprinzip. So forderte die Partei unter anderem, die wichtigsten Positionen im Staat sollten mit den besten Deutschen besetzt werden, „denen das ungeschriebene Sittengesetz aller Zeiten in ihrem Tun und Lassen heiligste Verpflichtung ist.“ Unger nannte sich selbst – so ein Bericht des Hamburger Abendblattes zur rheinland-pfälzischen Landtagswahl 1955 – „Adolf II“. Für die Wahlkämpfe schuf unter anderem der ehemalige NS-Werbegrafiker und Karikaturist Hans Herbert Schweitzer die Plakate.
Die Partei forderte unter anderem die sofortige Wiedervereinigung, die „Eindämmung des Bolschewismus“ sowie den Austritt aus der NATO. Sie setzte sich zudem für die Abschaffung der Umsatzsteuer und anderer Verbrauchssteuern ein. Staatsunternehmen sollten privatisiert werden.
Die Partei nahm an der Bundestagswahl 1953 mit Direktkandidaten teil (eine Landesliste in Rheinland-Pfalz wurde nicht zugelassen) und kam auf 654 Stimmen. Bei der Landtagswahl in Rheinland-Pfalz 1955 erhielt sie 3.092 Stimmen, was einem Stimmanteil von 0,20 % entsprach. Bei der Bundestagswahl 1957 kandidierte die Partei ebenfalls nur mit Direktkandidaten und kam auf 356 Stimmen. Unger saß für die PdgD im Gemeinderat von Plaidt. 
Mitte 1959 starb Unger. Die Partei wurde aufgelöst.